# ボリス・ディトリッヒ

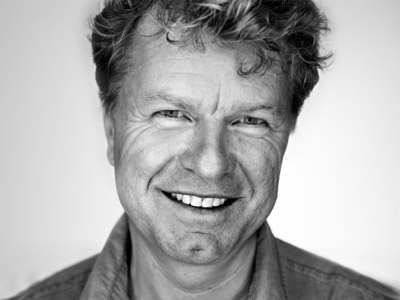
ボリス・ディトリッヒ

ボリス・ディトリッヒ (Boris Dittrich, 1955年7月21日 - )は、オランダユトレヒト生まれの人権活動家、元政治家、作家。

## 国会でのキャリア
ディトリッヒは1994年から2006年までD66のメンバーとして国会議員を務めた。2003年にはD66の党首に登りつめた。ディトリッヒはゲイであると公表した初の国会議員であり、国会でもLGBTの権利を取り上げた。1994年には誰もが結婚できる権利・同性婚を提案し、長期に渡るキャンペーンを開始した。宗教グループからの猛烈な反対があったにもかかわらず、オランダは世界で初めて同性婚を認める国となった。

### 国会後のキャリア
2007年には国際人権団体ヒューマン・ライツ・ウォッチの、LGBTの権利プログラムのアドボカシーディレクターに就任。LGBTの権利を守るため、差別を無くすため、様々なレベルで活動している。今までの功績が評価され、数々の賞を受賞している。2006年にはオランダのベアトリクス女王からナイトの称号を授与された。

## 書籍
作家として5冊の本を出版しており、最新のスリラー小説「W.O.L.F」は2016年のオランダ語スリラー小説1位にも選ばれた。